# Dummy
Dummy es el álbum de estudio debut del grupo musical de trip hop Portishead, considerado clave dentro de este estilo musical, junto con otros grupos como Massive Attack o Tricky. Este nuevo género musical se conocería también como Bristol sound, debido a que la mayor influencia partía de grupos y sellos discográficos de la localidad inglesa de Bristol. Se han vendido más de 4 millones de copias del álbum a nivel mundial.
Ahora considerado por los críticos como un clásico, y como uno de los discos más influyentes de los años 1990, Dummy tenía un estilo más oscuro que la música que le había inspirado. Además del disco, aparecieron dos sencillos, «Sour Times» y «Glory Box».
En 1995 ganó el Mercury Music Prize, premio concendido anualmente para el mejor disco británico o irlandés. En 1998, los lectores de la revista Q eligieron a Dummy como el décimo sexto mejor álbum de la historia. En la lista de Rolling Stone de los 500 mejores álbumes de toda la historia que apareció en 2003, el disco se quedó en el puesto 419. En febrero de 2006, un grupo de productores underground presentaron Dumb, un álbum de remezclas basado en el álbum Dummy.

## Lista de canciones
1. «Mysterons» – 5:06
2. «Sour Times» – 4:14
3. «Strangers» – 3:58
4. «It Could Be Sweet» – 4:20
5. «Wandering Star» – 4:56
6. «It's a Fire» – 3:48
No aparece en la edición del Reino Unido.
7. «Numb» – 3:58
8. «Roads» – 5:10
9. «Pedestal» – 3:41
10. «Biscuit» – 5:04
11. «Glory Box» – 5:06

## Recepción
Tras su lanzamiento, Dummy recibió elogios universales de la crítica. NME resumió el disco escribiendo: "Este es, sin duda, un álbum debut sublime. Pero muy, muy triste". Observó: "Desde un ángulo, su lánguido blues de ritmo lento claramente ocupa un terreno similar al de las almas gemelas Massive Attack y toda la familia extendida del hip hop de Bristol. Pero desde otro, estos son paisajes lunares ambientales de vanguardia de una naturaleza ferozmente experimental". La revisión concluyó que "el blues orgánico atemporal y posambiental de Portishead es probablemente demasiado izquierdista, introspectivo y francamente bristoliano para alcanzar la gloria a corto plazo como una especie de Next Big Thing. Pero recuerda qué cambios tan radicales como Blue Lines, Ambient Works y Debut fueron para su época y asegúrate de escuchar este álbum imperdible".
Q describió a Dummy como "quizás el álbum debut más impresionante del año" y proclamó que "la voz frágil y de gorrión herido del cantante y el dominio de Barrow de los ritmos de soul / hip hop sensibles al jazz y el arte casi olvidado del scratching son una combinación fascinante".